# تصاویر (فیلم)
تصاویر (انگلیسی: Images) یک فیلم تریلر روانشناسانه به کارگردانی رابرت آلتمن است که در سال ۱۹۷۲ منتشر شد. از بازیگران آن می‌توان به سوزانا یورک و رنه اوبرجونیس اشاره کرد.